# NGC 4351
NGC 4351 (NGC 4354) é uma galáxia espiral barrada (SBab/P) localizada na direcção da constelação de Virgo. Possui uma declinação de +12° 12' 17" e uma ascensão recta de 12 horas, 24 minutos e 01,5 segundos.
A galáxia NGC 4351 foi descoberta em 19 de Maio de 1863 por Heinrich Louis d'Arrest.